# Ingleside (Villa)
Ingleside ist eine Villa in der schottischen Kleinstadt Elgin in der Council Area Moray. 1971 wurde das Bauwerk in die schottischen Denkmallisten in der höchsten Denkmalkategorie A aufgenommen.

## Beschreibung
Das exakte Baujahr von Inglewood kann nur rekonstruiert werden. Auf einem Stadtplan aus dem Jahre 1822 ist es bereits verzeichnet. Als Eigentümerin ist eine Frau Ross angegeben. Urkunden legen ein Baujahr um 1813 nahe, möglicherweise 1816.
Der Planer des Gebäudes ist nicht überliefert. Es bestehen jedoch starke architektonische Parallelen zu Arbeiten James Gillespie Grahams, insbesondere zu einer Villa Gillespies in Biggar in South Lanarkshire, die als beinahe baugleich beschrieben wird.
Die eingeschossige, neogotische Villa Ingleside ist westlich des Stadtzentrum an einen Hang gebaut. Sie steht zwischen der West Road (A96) und der Oldmills Road. Die südwestexponierte, vier Achsen weite Hauptfassade der Villa weist eine leichte Asymmetrie auf. Das Mauerwerk entlang der Haupt- und Seitenfassaden besteht aus Steinquadern, während rückwärtig grob behauener Bruchstein eingesetzt wurde. Das Eingangsportal tritt leicht aus der Fassade heraus. Es ist über eine kurze Brücke zugänglich. Die Fenster sind mit schlichten Spitzbögen ausgeführt und gekuppelt. Ebenso wir die Eingangstüre sind sie mit Gesimsen bekrönt.
Aus der rückwärtigen Fassade tritt ein gerundeter Risalit heraus. An diesem verlaufen die gekuppelten Spitzbogenfenster über die gesamte Fassadenhöhe. Die abschließenden, flachen Walmdächer sind mit Schiefer eingedeckt.